# Недич, Любомир
Любомир Недич (серб. Љубомир Недић; 25 апреля 1858, Белград — 29 июля 1902, там же) — сербский писатель.
Родился в Белграде, где окончил начальную школу и гимназию. Учился в Йене, в 1878 году поступил в Лейпцигский университет, где изучал медицину и анатомию, но затем оставил эти науки и начал специализироваться в философии, логике и психологии; в 1884 году защитил в Лейпциге докторскую диссертацию и отправился для продолжения обучения в Лондон; в общей сложности провёл за границей десять лет. Вернувшись на родину, работал в качестве профессора философии в Большой школе в Белграде. С 1895 года сотрудничал в журнале «Сербское обозрение» («Српски преглед»). По причине болезни вышел на пенсию в 1899 году и умер три года спустя.
Был известен как писатель и литературный критик, хотя писать начал лишь в 1889 году, а известность получил за несколько лет до смерти. Своим творческим методом считал реализм и полный отказ от какой-либо связи писателя, его биографии или социально-политических взглядов, с создаваемым им произведением. Был противником сентиментализма и романтизма. Как критик часто выступал с негативными оценками произведений многих своих современников. Наиболее известен как автор двух критических сборников «Из новиjе српске лирике» (Белград, 1893: о Якшиче, Змае, Качанском, Костиче, И. Ильиче и Воиславе) и «Новиjи српски писци» (Белград, 1901: о Ненадовиче, Миличевиче, Шапчанине, Змае). В своих взглядах на задачи критики старался примирить школы догматическую и импрессионистическую.